# L'Hospital
Pour les articles homonymes, voir L'Hospital (homonymie).
L'Hospital est le nom de la congrégation religieuse sous lequel est reconnu le 15 février 1113 par le pape Pascal II le xenodochium que frère Gérard avait créé à Jérusalem vers 1070.

## Historiographie
Dans les sources primaires, à Malte où se trouve la partie des archives la plus importante, mais aussi partout ailleurs où l'Ordre avait des intérêts, dans tous les textes de l'Ordre, émis, reçus ou envoyés, et qui nous sont parvenus, les appellations de l'Ordre ne sont pas fixées : La Religion, L'Hôpital, Hospitaliers de Saint-Jean de Jérusalem, ordre de l'Hôpital, ordre des Hospitaliers, ordre des Hospitaliers de Saint-Jean, ordre des Hospitaliers de Saint Jean de Jérusalem, ordre des chevaliers hospitaliers, ordres des chevaliers de Rhodes, ordre des chevaliers de Malte, ordre de Saint-Jean, ordre de Saint-Jean de Jérusalem, etc. Et cela dans toutes les langues pratiquées par l'Ordre, en latin ou en langues vulgaires comme le français, l'italien, l'espagnol, l'allemand, l'anglais etc.

## Histoire
À l'origine, la bulle du pape Pascal II, Pie postulatio voluntatis, nomme le xenodochion de frère Gérard : « L'Hospital ». Le nom des membres de l'Ordre est resté celui d'Hospitaliers. Pie postulatio voluntatis (Une pétition volontaire faite avec dévotion ...) est une bulle pontificale fulminée le 15 février 1113 par le pape Pascal II, dans laquelle le pape reconnaît officiellement la création des Hospitaliers. Aujourd'hui, le document est conservé à la Bibliothèque nationale de Malte à La Valette, Malte.

## Sources
- Alain Blondy, L'Ordre de Malte au XVIIIe siècle : Des dernières splendeurs à la ruine, Paris, Bouchene, 2002, 523 p. (ISBN 2-912946-41-7)
- Alain Demurger, Les Hospitaliers, de Jérusalem à Rhodes, 1050-1317, Tallandier, 2013, 574 p.  (ISBN 979-10-210-0060-5)
- Bertrand Galimard Flavigny, Histoire de l’ordre de Malte, Paris, Perrin, 2006  (ISBN 2-262-02115-5)